# Nyakabuye
Nyakabuye è un settore (imirenge) del Ruanda, parte della Provincia Occidentale e del distretto di Rusizi.